# Пикунова-Уждавини, Габриэль Раймондовна
 Габриэль Раймондовна Пикунова-Уждавини  (род. 14 февраля 1927 года, г. Житомир) — российский искусствовед, Заслуженный работник культуры Республики Башкортостан, бывший директор Башкирского государственного художественного музея им. М. В. Нестерова (1962—1981), автор многочисленных книг по искусству Республики Башкортостан. Член Союза журналистов СССР (1960—1967), член Союза художников СССР (РФ) с 1966 года.

## Биография
Габриэль Раймондовна Пикунова-Уждавини родилась в 1927 года в Житомире УССР. В 1950 году окончила искусствоведческое отделение филологического факультета Государственного университета им. М. В. Ломоносова в Москве.
С 1950 года живёт и работает в г. Уфе. Искусствовед. Член Союза художников с 1966 г., Член ВТО. Заслуженный работник культуры БАССР, 1975.
С 1950 по 1970 год вела преподавательскую работу (Уфимское театрально-художественное училище, областная партийная школа при Башкирском обкоме КПСС, БГПИ, БГУ). С 1962 по 1981 годы — директор Башкирского Государственного художественного музея им. М. В. Нестерова. При Г. Р. Пикуновой музей наладил утерянные после 30-х годов связи с семьей М. В. Нестерова, значительно увеличил коллекцию картин художника. При ней началось издание буклетов о художниках, вышел путеводитель по музею.
С 1956 года Габриэль Раймондовна выступает в республиканской печати на темы театра, кино, изобразительного искусства. Ею опубликовано более ста статей, десятки книг, ряд теле- и радиопередач.
Активно участвует в творческой жизни Башкирского Союза художников и СХ РСФСР (доклады, экспозиции выставок, выставкомы, пленумы). С 1965 года работает над историей искусства БАССР. Автор первых книг о художниках республики. С 1968 года сотрудничает в центральных специальных журналах («Художник», «Искусство»).
Член комиссии по республиканским премиям им. Салавата Юлаева при Совете Министров БАССР.
Член секции по критике и искусствознанию при правлении СХ РСФСР, член методического совета Башкирского отделения общества «Знание», член комиссии по республиканским премиям им. Салавата Юлаева при Совете Министров БАССР, член женсовета при Кировском РК КПСС г. Уфы.
Муж Пикуновой-Уждавини — Герой Советского Союза, уфимец, Александр Степанович Пикунов (1923—2012). Старшая сестра Габриэль Раймондовны, Элеонора Раймондовна Уждавини, закончила Московский Государственный Университет им. Ломоносова, три курса медицинского института, аспирантуру — известный учёный, кандидат биологических наук. Работала в Ленинградском институте физиологии имени И. П. Павлова Академии Наук СССР.

## Основные работы
Книги и сборники:
- «Галия Имашева». Башкирское книжное изд. Уфа, 1968.
- «Мухамед Арсланов». Изд. «Художник РСФСР», Ленинград, 1978.
- Искусство автономных республик РСФСР, сборник, статья «Башкирская АССР», Изд. «Художник РСФСР», Ленинград, 1973.
- Художник и дыхание современности, сборник, статья «Урал социалистический». Изд. Союза Художников РСФСР, Москва, 1975.
- «Поэтический мир Бориса Домашникова». Изд. «Советский художник», Москва, 1975.

Каталоги и буклеты:
- Каталоги зональных выставок «Урал социалистический», 1967, 1969, 1974 (вступительные статьи в разделе «Башкирская АССР»),
- Каталоги выставок произведений художников БАССР, 1963, 1965, 1970,

выставки "Художники БАССР к 100-летию со дня рождения В. И. Ленина (1970),
- «Молодые художники БАССР» (1975),
- «Художники БАССР — XXV съезду КПСС» (1976).
- Каталоги персональных выставок А. Э, Тюлькина (1965), К. А. Девлеткильдеева (1968), Р. М. Нурмухаметова (1975), М. Н. Арсланова, А. А. Кузнецова (1971), Г. Ш. Имашевой (изд. СХ БАССР).
- Буклеты. Башкирское книжное изд. Уфа, 1969, 1974: «А. Лутфуллин», «С. Шишков», «А. Кузнецов», «Р. Нурмухаметов», «А. Шутов», «Г. Имашева», «М. Арсланов», «Ал. Платонов», «Н. Анисифорова».

Журнальные статьи:
- Альманах «Литературная Башкирия», 1960, № 16. Ст. «На пути к созданию образа современника».
- Журнал «Художник», 1968, № 8. Ст. «Певец природы Урала».
- Журнал «Художник», 1969, № 4. Ст. «Песня о Башкирии».
- Журнал «Художник», 1973, № 7. Ст. «40 лет на сцене».
- Журнал «Художник», 1973, № 11. Ст. «Башкирский художественный музей».
- Журнал «Художник», 1976, № 2. Ст. «О родной Башкирии».
- Журнал «Художник», 1976, № 10. Ст. «У истоков».
- Журнал «Искусство», 1974, № 8. Ст. «На земле доброй».
- Журнал «Крестьянка», 1972, № 12. С. «О тебе, колхозница».
- Журнал «Агидель», 1967, № 7. Ст. «Художники Башкирии — 50-летию».
- Журнал «Агидель», 1970, № 2. Ст. «В мире прекрасного».
- Журнал «Агидель», 1972, № 10. Ст. «Поиски и творческие находки».

Картины:
Молодые химики, х. м.‚ 1964, Хозяева полей, х. м.‚ 1964, Лаборантка, х. м.‚ 1966. Новая жизнь, х. м.‚ 1967. Комсомолка 20-х годов Н. С. Лисина‚ х. м.‚ 1967. В. И. Ленин и Н. К. Крупская в Уфе в 1900 г.‚ х. м.‚ 1969. Участник гражданской войны, х. м.‚ 1969. Трактористка, х. м.‚ 1969. Портрет скульптора, х. м.‚ 1969. Портрет башкирки‚ х. м.‚ 1969. Натюрморт с репьем, х. м.‚ 1972. Натюрморт. Мед, х. м.‚ 1973. Портрет якутки, х. м.‚ 1974. Современница, х. м.‚ 1974. Портрет заслуженного строителя Н, Н. Попова, 1974. молодуха, х. м.‚ 1975. В родных местах, х. м.‚ 1975. М. И. Калинин в Иглино, х. м.‚ 1977. Портрет капитана милиции С. Н. Козлова, х. м.‚ 1977. Геолог. х. м.‚ 1977.

## Членство в творческих и общественных организациях
- Член КПСС 1954—1990.
- Член СТД (ВТО) СССР с 1957.
- Член СЖ СССР с 1960—1967.
- Член Союза художников СССР с 1966 года.

## Выставки
С 1971 года — участник республиканских, зональных и всероссийских выставок (в разделе «Искусствознание»).

## Награды
- Медаль «За доблестный труд», 1970
- Медаль участника выставки «Советская Россия-5», 1975.